# Aba Andam
Aba A. Bentil Andam (Ajumako-Kokoben, Costa de Oro, 1948) es una física de partículas ghanesa, presidenta de la Academia de las Artes y las Ciencias de Ghana entre 2017 y 2019. Fue la primera mujer física de Ghana.

## Educación
Aba A. Bentil Andam nació en Ajumako-Kokoben, en la actual Ghana, en 1948. Completó sus estudios de grado en la Universidad de Cape Coast en 1973, con un major en física y un minor en matemáticas. Continuó su educación en Reino Unido, donde obtuvo una maestría en la Universidad de Birmingham en 1977 y un doctorado en la Universidad de Durham en 1981. Tanto en la Universidad de Cape Coast como en la Universidad de Durham fue la única mujer en todo el Departamento de Física.

## Carrera
En 1986 se convirtió en física colegiada y miembro pleno del Institute of Physics. Además de su formación académica, habla con fluidez francés y tiene numerosas titulaciones en el idioma, incluyendo el diploma de la Alliance Française de París, el certificado del Instituto de Idiomas de Ghana y el certificado de traducción de la Alliance Française.
Entre 1986 y 1987, estudió los mesones encantados en el DESY. Tras ello, su investigación se centró en el radón y en los niveles de exposición a gas radiactivo en Ghana. Andam se interesó en determinar cuánta radiación por radón recibían los habitantes del país y en cómo reducir esta exposición. También ha trabajado en medidas de seguridad ante la radiación, en particular en estándares de seguridad en escáneres de rayos X.
Desde 1987, ha participado en los Ghana Science Clinics for Girls, en los que se realizan encuentros entre mujeres estudiantes y científicas. Las científicas guían y sirven de modelos para las estudiantes. Estos aumentaron el rendimiento de las estudiantes que participaron, y las tasas de continuación de primaria a la universidad aumentaron ostensiblemente. Andam es activa en compartir su amor por la ciencia con las jóvenes y animarlas a elegir una carrera en ciencia.
Andam es profesora en la Universidad Kwame Nkrumah de Ciencia y Tecnología desde 1981. Desde mediados de los años 2000, es directora del Departamento de Física, y desde 2005 es la directora de ciencia y tecnología. Realiza investigación en física nuclear aplicada en el Laboratorio de Investigación Nuclear de Kumasi. Es también profesora a tiempo parcial en la Universidad de Cape Coast. Fue la presidenta de la sección de África Occidental de Mujeres en Ciencia y Tecnología en África de la Unesco entre 1996 y 2002.

## Premios y reconocimientos
Es fellow de varias organizaciones científicas: The World Innovation Foundation (desde 2002), la Academia de las Artes y las Ciencias de Ghana (desde 2003) y el Institute of Physics (desde 2004). Fue presidenta de la Academia de las Artes y las Ciencias de Ghana entre 2017 y 2019, convirtiéndose así en la segunda mujer en ocupar el cargo.

## Vida personal
Estuvo casada con Kwesi Akwansah Andam, ingeniero civil, académico y anterior rector, fallecido en 2007, con el que tuvo cuatro hijos.